# Adelin Clotz
Adelin Paul Clotz (Gedinne, 27 november 1892 – Bouge, 31 juli 1977) was een Belgisch senator en schepen voor de Belgische Socialistische Partij (BSP).

## Levensloop
Clotz was monteur en vervolgens gerant van de socialistische coöperatieve van Flémalle-Grande.
In 1926 werd hij verkozen tot gemeenteraadslid van Flémalle-Grande, waar hij van januari 1927 tot augustus 1930 schepen was. Hij nam toen ontslag vanwege zijn verhuizing naar Andenne, waar hij in 1946 verkozen werd tot gemeenteraadslid en van 1947 tot 1967 schepen was.
In 1954 stond hij als tweede opvolger op de socialistische Senaatslijst voor het arrondissement Namen-Dinant-Philippeville. Op 4 maart 1958 werd hij senator ter vervanging van de overleden Fernand Ledoux, maar zetelde slechts drie maanden, tot aan de verkiezingen van 1 juni 1958. Gedurende zijn korte periode in de Senaat nam hij geen enkele keer het woord in de hoge vergadering, behalve om de eed af te leggen. 